# 孙克弘

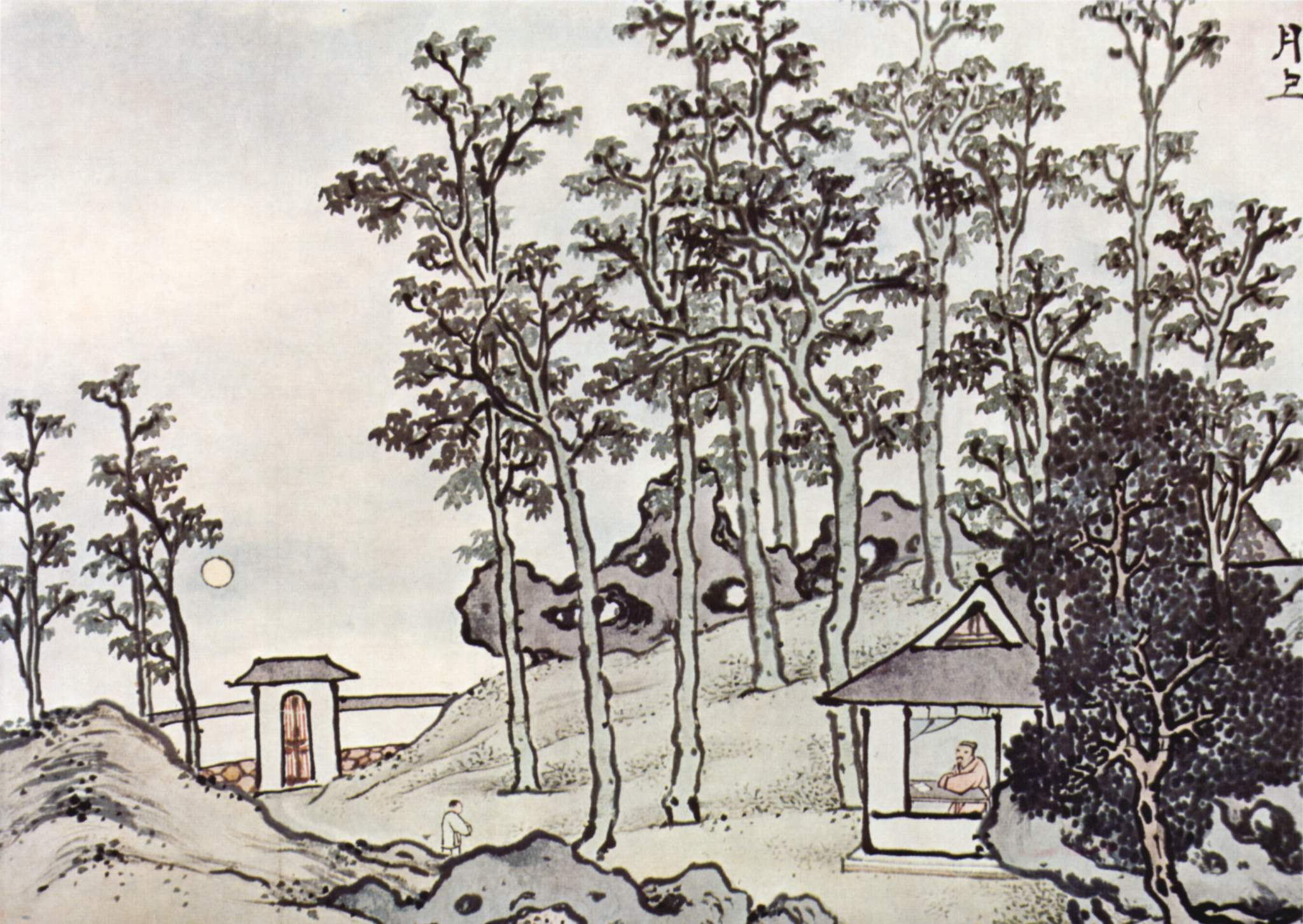
孙克弘的作品，現收藏於國立故宮博物院

孙克弘（?—?），字允執，號雪居，華亭人，明朝風景畫畫家、书法家和诗人。孫承恩之子。
孙克弘因為父親的緣故當官，明穆宗隆庆元年（1567年）出任应天府治中，隆慶五年（1571年）前往汉阳府任職。同年因為與其他官員不和，被免職回家。著作有《雪堂日鈔》20卷。
孙克弘的绘画沿袭了沈周和陸治的风格。孙克弘的繪畫題材有山水、花鸟和竹石。